# Fizz buzz
Fizz buzz ist ein Gruppen-Wortspiel für Kinder, das ihnen etwas über die mathematische Division beibringen soll. Die Spieler zählen abwechselnd inkremental, wobei jede durch drei teilbare Zahl durch das Wort „Fizz“ und jede durch fünf teilbare Zahl durch das Wort „Buzz“ ersetzt wird.

## Spiel
Die Spieler sitzen in der Regel im Kreis. Der als erste bestimmte Spieler sagt die Zahl „1“, und jeder Spieler zählt von da an reihum eine Zahl weiter. Jede durch drei teilbare Zahl wird jedoch durch das Wort „fizz“ und jede durch fünf teilbare Zahl durch das Wort „buzz“ ersetzt. Durch 15 teilbare Zahlen werden zu „fizz buzz“. Ein Spieler, der zögert oder einen Fehler macht, scheidet aus dem Spiel aus.
Eine typische Runde Fizz Buzz würde beispielsweise wie folgt beginnen:
1, 2, Fizz, 4, Buzz, Fizz, 7, 8, Fizz, Buzz, 11, Fizz, 13, 14, Fizz Buzz, 16, 17, Fizz, 19, Buzz, Fizz, 22, 23, Fizz, Buzz, 26, Fizz, 28, 29, Fizz Buzz, 31, 32, Fizz, 34, Buzz, Fizz …

## Programmierung
Fizz Buzz (in diesem Zusammenhang oft FizzBuzz geschrieben) wurde als Interview-screening-Instrument für Programmierer verwendet. Das Schreiben eines Programms zur Ausgabe der ersten 100 FizzBuzz-Zahlen ist ein triviales Problem für jeden Computerprogrammierer, so dass Interviewer leicht diejenigen mit unzureichenden Programmierfähigkeiten herausfiltern können.